# Scudderia paraensis
Scudderia paraensis är en insektsart som beskrevs av Piza Jr. 1980. Scudderia paraensis ingår i släktet Scudderia och familjen vårtbitare. Inga underarter finns listade i Catalogue of Life.